# 永瀬那奈
永瀬 那奈（ながせ なな・1992年9月15日 - ）は、日本のタレント、モデル。旧芸名は「双月 南那」（ふたつき なな）。
岐阜県出身。スターヒル所属。音楽ユニット「SISTER LOOP VII」（シスターループセブン）のメンバー。

## 略歴
2012年、スーパー耐久イメージガール「S*CREW」のメンバーに就任。以後2013年・2014年と3年連続でS耐イメージガールを務め、同じS*CREWメンバーだった安枝瞳（2011年 - 2014年まで4年連続）に次ぐ、歴代2番目の在任期間となった。
2014年、S*CREWから派生する形で、安枝瞳と共に音楽ユニット「KUCHIBIRU NETWORK」（クチビルネットワーク）を結成。ヴォーカル・ベースを担当。
2016年、豊嶋咲樹（後に脱退）の加入を機にKUCHIBIRU NETWORKが「SISTER LOOP VII」に改称。同年、Rockford Fosgateのイメージガールを岐阜県出身者として初めて務める。
2017年5月1日、「スタイルコーポレーション」から「スターヒル」に移籍を機に双月南那から「永瀬那奈」に改名。同時に「SISTER LOOP VII」のマネージメントが「スターヒル」に委託された。

## 人物
- 趣味はショッピング、特技はサックスを吹くこと。
- 1歳下の弟がいる[6]。
- ネイルアート3級、カラーコーディネート3級の資格を持つ。

## 出演

### イベント
- 東京オートサロン
  - IDEAL（2014年・2017年）[7]
  - 尾林ファクトリー／CHAPPe（2015年）[8]
  - REAL（2016年）[9]
- 大阪オートメッセ「IDEALブース」（2014年[10]・2017年[11]）